# Fakepreneur
Een fakepreneur is iemand die zich etaleert als ondernemer, maar feitelijk geen ondernemer is. Het is een portmanteau van fake en entrepreneur. Vaak promoten deze personen hun onderneming en cursussen voor zakendoen/passief inkomen via social media, congressen en evenementen. Het zijn dikwijls personen die ervaring hebben in de showbusiness wereld of aanverwante sectoren zoals e-commerce. Door het tonen van een "succesvolle" onderneming kunnen dergelijke personen zich invoegen bij toonaangevende organisaties en omzet halen uit cursussen. Hierdoor kunnen zij ervaring opdoen via een andere marktpartij en dergelijke ervaringen bijvoegen in hun eigen portfolio. 

## Indicatoren
Feitelijk zijn er geen indicatoren aanwezig die kunnen stellen wanneer een persoon een succesvolle ondernemer is. Er is echter een spectraal verschil tussen een fakepreneur, een ondernemer en een succesvolle ondernemer. Enkele hypothetische oorzaken van het ontstaan van fakepreneurs zijn de prestatiesamenleving, de invloed van social media en de algehele digitalisering van de samenleving. Daarnaast zijn er geen certificaten voor het voeren van een eigen onderneming beschikbaar dan wel benodigd, waardoor iedereen de titel 'ondernemer' kan voeren. In dit verband worden ook vaak de titel 'coach' of 'mentor' gevoerd. Het onderscheid tussen een fakepreneur en een echte ondernemer kan eenvoudig gedaan worden door de ondernemers te vragen naar hun mission statement, hun drijfveer en hun opleidingsachtergrond. Verder zijn bedrijven die in de Kamer van Koophandel ingeschreven staan met een personeelsaantal van beneden de tien mensen - terwijl er dan toch een CEO aanwezig is - verdacht. Kenmerkend daarbij is het gebruik van termen als 'CEO' of 'Founder' in de curriculum vitae, terwijl functionele titels die passend zijn bij de dagelijkse werkzaamheden worden vermeden. 

## Fraudepreventie door ondernemers
Ondernemers kunnen de volgende stappen ondernemen om fakepreneurs te helpen ontmantelen:
- "Doe onderzoek naar de persoon of het bedrijf: Zoek informatie over de persoon of het bedrijf online en kijk of je betrouwbare bronnen kunt vinden die hun claims bevestigen."
- "Vraag om referenties: Als je overweegt om met iemand samen te werken of in een bedrijf te investeren, vraag dan om referenties van vorige klanten of klanten."
- "Wees voorzichtig met onrealistische beloftes: Als iemand hoge rendementen of gegarandeerd succes belooft met zeer weinig risico, wees dan op je hoede. De meeste serieuze bedrijven gaan gepaard met enig risico."
- "Wees niet bang om vragen te stellen: Als je twijfels hebt over iemands claims of bedrijfsvoering, aarzel dan niet om om uitleg of meer informatie te vragen."
- "Vertrouw op je instincten: Als iets niet klopt, is het waarschijnlijk het beste om weg te gaan."

Als er sterk vermoeden is dat iemand een fakepreneur is en zich bezighoudt met frauduleuze activiteiten, moeten ze worden ze aangegeven bij de bevoegde autoriteiten, zoals de politie en/of de Kamer van Koophandel.

## Tegengaan door overheden
Veel fakepreneurs maken op basis van hun voorkomen gebruik van strekkende middelen van hooggeplaatste instituten zoals verschillende nationale banken, investeringsbanken of gelden voortvloeiend uit de Europese Unie. In Europees verband is het instituut OLAF bevoegd om fraude op te sporen en te bestrijden. OLAF publiceert jaarlijks een rapport in het Engels, Duits en Frans. Uit het rapport van 2015 blijkt dat, net als voorgaande jaren, de meeste onderzoeken gaan over misbruiken in de Structuurfondsen (het Europees Fonds voor Regionale Ontwikkeling en het Europees Sociaal Fonds). Er werden 364 aanbevelingen verstrekt, met het oog op het recupereren van in totaal 888 miljoen euro. Naast het fraudeonderzoek organiseert OLAF ook gerichte campagnes. OLAF dringt ook aan op het instellen van een Europese Officier van justitie, om fraudeplegers sneller en efficiënter te berechten. In Nederland is oplichting strafbaar via artikel 326 in het Wetboek van Strafrecht. Op oplichting staat een gevangenisstraf van ten hoogste vier jaren of een geldboete van € 78.000. In België is oplichting strafbaar volgens artikel 496 van het Strafwetboek. Hierop staat een gevangenisstraf van één maand tot vijf jaar en een geldboete van maximaal € 3.000.

## Aanverwante begrippen
Het is een vergelijkbaar begrip zoals charlatan en kwakzalver.